# セレン化ビスマス(III)
セレン化ビスマス(III)（セレンかビスマス、英: Bismuth selenide）はビスマスのセレン化物で、化学式Bi2Se3で表される無機化合物。半導体や熱電材料として利用される。化学量論的にはセレン化ビスマスは0.3eVのバンドギャップを持つ半導体であるが、天然由来のセレンは半金属の性質を持ち、ドーパントとして機能する。トポロジカル絶縁体 (Topological insulator) としての性質も今後の研究課題である。

## 安全性
日本の毒物及び劇物取締法上の毒物に該当する。セレン化ビスマス(III)自体は難燃性であるが、酸との接触により猛毒かつ引火性のセレン化水素を生じる。